# Torymus lathyri
Torymus lathyri är en stekelart som beskrevs av Graham och Gijswijt 1998. Torymus lathyri ingår i släktet Torymus och familjen gallglanssteklar. Inga underarter finns listade i Catalogue of Life.